# مسجد ملك زوزن
مسجد ملك زوزن (بالفارسية: مسجد ملک زوزن) هو مسجد تاريخي يعود إلى عصر القرن السابع الهجري، ويقع في مقاطعة خواف.